# Slaget om Stalingrad
Slaget om Stalingrad var et af vendepunkterne i Anden Verdenskrig og regnes som 1900-tallets største militære katastrofe, der efterlod omkring 850.000 tyske soldater døde, savnet eller såret i kamp, og mere end en million sovjetiske soldater faldet, savnet eller såret. De fleste af byens civile mistede også livet.
Kendetegnende for slaget var den brutalitet og mangel på respekt for civile tab, begge sider viste. Slaget regnes for at omfatte den tyske belejring af den sydrussiske by Stalingrad (Volgograd i dag), slaget inde i byen og den sovjetiske modoffensiv, der til sidst omsluttede og udslettede den tyske 6. armé, der blev fanget i og omkring byen. Det anslås, at der var mellem 1 og 2 millioner døde ved slaget (på et tidspunkt var den forventede gennemsnitslevetid for en nyankommen soldat nede på 45 min.), og aksemagterne mistede omkring en fjerdedel af deres samlede mandskab på østfronten og kom aldrig over tabet. For russerne indledte sejren ved Stalingrad befrielsen af Sovjetunionen, og førte til den endelige sejr over Nazi-Tyskland i 1945.
Den tyske Wehrmacht var trængt dybt i det sovjetiske moderland; floden Volga var den sidste forsvarslinje inden Uralbjergene. Og ved floden lå Stalingrad opkaldt efter Josef Stalin med den en vigtig strategisk position med fabrikker, samt forsvaret af den kaukasiske olie. Tyskere kæmpede mod russerne i selve byen, da russerne iværksatte Operation Uranus, der samlede reserver til en kæmpemæssig omringning af den 6. armé med general Friedrich Paulus i spidsen - den tysker af højest militær rang, der overgav sig til de allierede. Slaget ved Stalingrad markerede det psykologiske vendepunkt i krigen, selvom det senere panserslag ved Kursk sommeren 1943, var et større militært nederlag for Hitler.

## Stalingrad som krigsskueplads
Hitler mente, at en erobring af Stalingrad ville svække Sovjetunionens kampmoral og demonstrere Nazi-Tysklands styrke, både overfor landets forbundsfæller og modstandere. Stalingrad var et kommunistisk mønstersamfund, som det gjaldt om at få udslettet. Den mandlige befolkning skulle tilintetgøres og kvinderne deporteres. Stalin slog fast at byen, der smykkede sig med hans navn, udgjorde en endelig forsvarslinje og skulle holdes til sidste mand. Den røde hærs 62. armé fik ansvaret, mens Nikita Khrusjtjov stod for kommunistpartiets politiske ledelse.
Stalin modsatte sig en evakuering af byens beboere, fordi han mente, at de sovjetiske soldater hellere ville kæmpe for en levende end for en forladt by. I 1942 havde byen omkring 500.000 indbyggere, og iberegnet forstæderne havde Stalingrad en samlet længde på hele 50 km; dens bredde oversteg intetsteds 2,5 km. Det var en af grundene til, at det aldrig lykkedes for tyskerne at overtage hele byen. Da den tyske general Paulus d. 19. august beordrede sin 6. armé i offensiven, blev byens kommandant udskiftet med generalløjtnant Georgij Zjukov, som overtog kommandoen over den sovjetiske 62. armé med dagsbefalingen "Frels Stalingrad eller dø!" Det førte til brutale kampe om hver eneste af byens kvadratmeter, og selv om Paulus utvivlsomt havde flere soldater og mere materiel til rådighed, kunne det ikke umiddelbart omsættes til en hurtig tysk sejr. Den russiske generalmajor Nikolaj Talenskij skriver:
| Citat | I begyndelsen led vi meget store tab; de overlevende fik imidlertid stor erfaring i at slås fra bygning til bygning. To-tre mand med en sådan erfaring var lige så meget værd som en hel deling. De kendte alle kloakbrøndene og hvert eneste bombekrater i nærheden af deres bygninger. Blandt ruinerne, som ingen kampvogn kunne passere, sad en soldat i sin kloakbrønd og spejdede ud gennem et periskop for øjeblikkeligt at åbne ild, så snart han fik øje på en tysker. Kun en fuldtræffer kunne drive ham ud af hans hule. | Citat |
|       | |       |

Den tyske blitzkrig var ikke til megen nytte i Stalingrad, og Paulus' tidlige beslutning om at udføre svære bombetogter over Stalingrad betød blot, at gaderne blev fyldt med murbrokker, der forhindrede de tyske kampvognes fremrykning. I Stalingrad fandtes en række moderne betonbygninger, hvis stabile konstruktioner af stål og beton, kombineret med de bombesikre kældre, minimerede det Luftwaffes mulighed for at udføre effektive luftangreb. Ydermere var de tyske kampvogne ikke til megen nytte i de snævre gader. De sovjetiske soldater bekæmpede dem med stor succes fra stue- og kældervinduer, kloakbrønde mm. ved hjælp af molotovcocktails og håndgranater. Våben, der i åbent terræn ville være ubrugelige overfor de tyske kampvognes slagkraft og rækkevidde.
Zjukov skriver i sine erindringer:
| Citat | Forsvarerne lod kampvognene komme inden for deres panserværnsvåbens rækkevidde, og åbnede så ild. På den måde kunne de holde infanteristerne borte fra kampvognene, hvilket totalt forstyrrede fjendens taktik. Det isolerede infanteri blev senere tilintetgjort. Uden infanteriet kunne de tyske kampvogne ikke udrette meget. De blev stoppet, og når de retirerede, led de store tab | Citat |
|       | |       |

## Den tyske luftbro
General Paulus indså hurtigt, at Operation Uranus, påbegyndt den 19. november af den sovjetiske hær, truede med at omringe den 6. armé. Med baggrund heri udarbejdede Paulus en redningsplan, der skulle ledes fra hans nye hovedkvarter uden for de sovjetiske linjer. Hitler beordrede dog Paulus og hans stab til at lade den 6. armé indtage en pindsvinestilling og afvente hjælp udefra. Paulus blev forfærdet over ordren om blot passivt at afvente situationen, men turde ikke trodse eller modsige Hitlers ordre.
For Hitler var Stalingrad blevet et prestigeanliggende, og byen skulle for enhver pris holdes - da den bar Stalins navn, havde den stor symbolsk betydning. Det skyldtes ikke mindst, at det tyske propagandaministerium, ledet af Joseph Goebbels, havde agiteret kraftigt for byens strategiske vigtighed på østfronten og ophøjet Stalingrad til et vendepunkt i krigen mod Sovjetunionen. Efter Stalingrad ville armégruppe B (primært 6. armé og 4. Panzer armé) blandt andet kunne assistere armégruppe A i at søge mod den kaukasiske olie, der var uhyre vigtigt for Stortysklands fortsatte krigsindsats. At Goebbels trykte propaganda om den tyske 6. armés kampe i Stalingrad skyldtes også, at han anså byen for at være en nem militær sejr. Stalingrads symbolske betydning ses tydeligt af, at Goebbels, efter at slaget om Stalingrad var forbi, i Sportpalasttalen proklamerede, at en totalkrigsindsats var det eneste middel, hvormed Tyskland kunne besejre sine fjender. Med andre ord var Goebbels, der fra begyndelsen havde lovet, at en tysk sejr i Stalingrad var uomtvistelig, nu nødt til at skabe en endnu mere absurd og voldsom fordrejning af sandheden for at overbevise den tyske befolkning om, at sejren i sidste ende ville tilfalde Tyskland.
Hitlers beslutning om at lade Stalingrad modstå en hel vinters belejring, om nødvendigt, var blevet taget efter en kort telefonkorrespondance med Hermann Göring d. 25. november. Denne forsikrede Hitler om, at Luftwaffe var i stand til at opretholde de nødvendige forsyninger til den nu indesluttede 6. armé, der havde brug for en daglig forsyningstilførsel på ca. 700 ton om dagen. Chefen for den 4. tyske luftflåde, Wolfram Richthofen, anså det for muligt at levere 350 tons forsyninger om dagen. Göring meddelte derimod Hitler, at der kunne leveres 500 ton. Et bud, der senere skulle vise sig yderst optimistisk. Baggrunden for Görings vurdering var baseret på særdeles vellykkede transporter af fornødenheder til 90.000 indelukkede tyske soldater i Demjanskkedlen fra januar til juni 1942.
Etableringen af en luftbro til Stalingrad var dog langt mere problematisk:
- Antallet af fly var ikke blevet forøget, og nu var det hele 250.000 mand, der skulle forsynes.
- De flyvepladser, hvorfra transporterne skulle foregå, lå gennemsnitligt 200 km fra Stalingrad, tre gange så langt som ved Demjansk.
- Det sovjetiske luftvåben var siden 1942 blevet betydeligt forstærket, navnlig med jagerfly, og var en reel trussel mod Luftwaffe.
- Der var logistiske vanskeligheder ved hurtigt at samle det påkrævede antal transportfly. De var altså ikke øjeblikkeligt tilgængelige.
- Den russiske vinter ville forværre vejrforholdene og transportmulighederne.

Luftbroen blev en total fiasko. Gennemsnittet af tilførte forsyninger for de 70 dage var 89,3 tons pr. dag. Den ringe mængde forsyningstilførsel, kombineret med den hårde russiske vinter, betød kummerlige forhold for 6. armé, samt kulde- og sultedøden for mange tyske soldater.

## Rumænske hjælpetropper og Operation Uranus
Rumænien hørte til Tysklands allierede, og 225.000 rumænske soldater deltog i slaget ved Stalingrad. Sovjeterne valgte ofte at angribe rumænerne, da de havde ringere udstyr end tyskerne.
Rumænerne ankom i september 1942. Sovjetiske angreb mod de tyske og italienske styrker som rumænerne nu skulle aflaste, havde sikret sovjeterne to brohoveder syd for Don. Eftersom Don tjente som rumænernes forsvarslinje, blev det af største vigtighed at presse fjenden tilbage til den modsatte bred. Men tyskerne havde kun fokus på Stalingrad, og rumænerne blev dermed stående med problemet, selv om de var sat til at beskytte den eneste jernbanelinje ind i byen, og forsyningerne afhang for en stor del af den.
19. november 1942 åbnede den sovjetiske styrke på nordflanken sit angreb på aksemagternes tropper; sydflanken angreb den følgende dag. Selv om rumænerne lykkedes i at slå de første angreb tilbage, var de mod aften 20. november under fuld tilbagetrækning, mens den røde hær passerede en række tyske infanteridivisioner, og 6. armé forspildte chancen til at standse fremstødet. 22. november havde sovjetiske styrker omringet de 290.000 mænd, der var udstationeret øst for Don.